# فرانك ليمان أوستين
فرانك ليمان أوستين (بالإنجليزية: Frank Lyman Austin)‏ هو مهندس معماري أمريكي، ولد في 1874 في برلينغتون في الولايات المتحدة، وتوفي بنفس المكان في 1942.